# Jammin' with Friends
Jammin' with Friends è il quinto album in studio del cantante statunitense Bret Michaels, pubblicato il 25 giugno 2013.
Il disco è una raccolta di cover, inclusi vecchi pezzi dei Poison e della carriera solista di Michaels, registrati con la collaborazione di artisti vari.

## Tracce
1. Nothin' but a Good Time (feat. Ace Frehley & Michael Anthony) – 4:06
2. Sweet Home Alabama (feat. Rickey Medlocke, Gary Rossington, Bobby Capps & Peter Keys) – 4:08
3. Talk Dirty to Me (feat. Mark McGrath & Scot Coogan) – 3:50
4. Get Your Rock On (feat. Phil Collen & Sal Costa) – 3:16
5. Unskinny Bop (feat. The Sheilds Brothers, Bobby Capps, Frank Hannon & Robert Mason) – 3:59
6. The App Song (feat. Brian Nutter, Jimmy Buffett & Bobby Capps) – 3:24
7. Every Rose Has Its Thorn (feat. Loretta Lynn, Bobby Capps, Joe Perry & Hugh McDonald) – 3:45
8. Raine (feat. Edwin McCain) (dall'album Freedom of Sound) – 3:54
9. Driven (Rock Mix) (feat. Leslie West, Jeffrey Steele & Eric Brittingham) – 3:23
10. Nothing to Lose (feat. Miley Cyrus) (dall'album Custom Built) – 3:55
11. What I Got (feat. Jaret Reddick) (dall'album Custom Built) – 3:26
12. Go That Far (Hybrid Mix) (feat. Jason Miller) – 2:54
13. Fallen (feat. Jimmy McGorman) – 3:30
14. Party Rock Band (feat. C.C. DeVille & Randy Castillo) (dall'album A Letter from Death Row) – 2:49
15. You Know You Want It (feat. Peter Keys) – 2:55
16. Margaritaville (Live in Detroit) (feat. Jimmy Buffett) – 5:14
17. Every Rose Has Its Thorn (country version feat. Brad Arnold, Chris Cagle, Mark Wills) (dall'album Freedom of Sound) – 4:21
18. Something to Believe In (solo version) (dall'album Freedom of Sound) – 4:53
19. Nothin' but a Good Time (Classic Rock Version) (feat. Ace Frehley, Michael Anthony & The Sheilds Brothers) – 4:07
20. Get Your Ride On (AMA Supercross Theme) (feat. Phil Collen & Sal Costa) – 2:01

## Classifiche
| Classifica (2013)         | Posizione massima |
| ------------------------- | ----------------- |
| Stati Uniti               | 80                |
| Stati Uniti (independent) | 23                |
| Stati Uniti (hard rock)   | 13                |
| Stati Uniti (rock)        | 29                |